# Half Way Tree

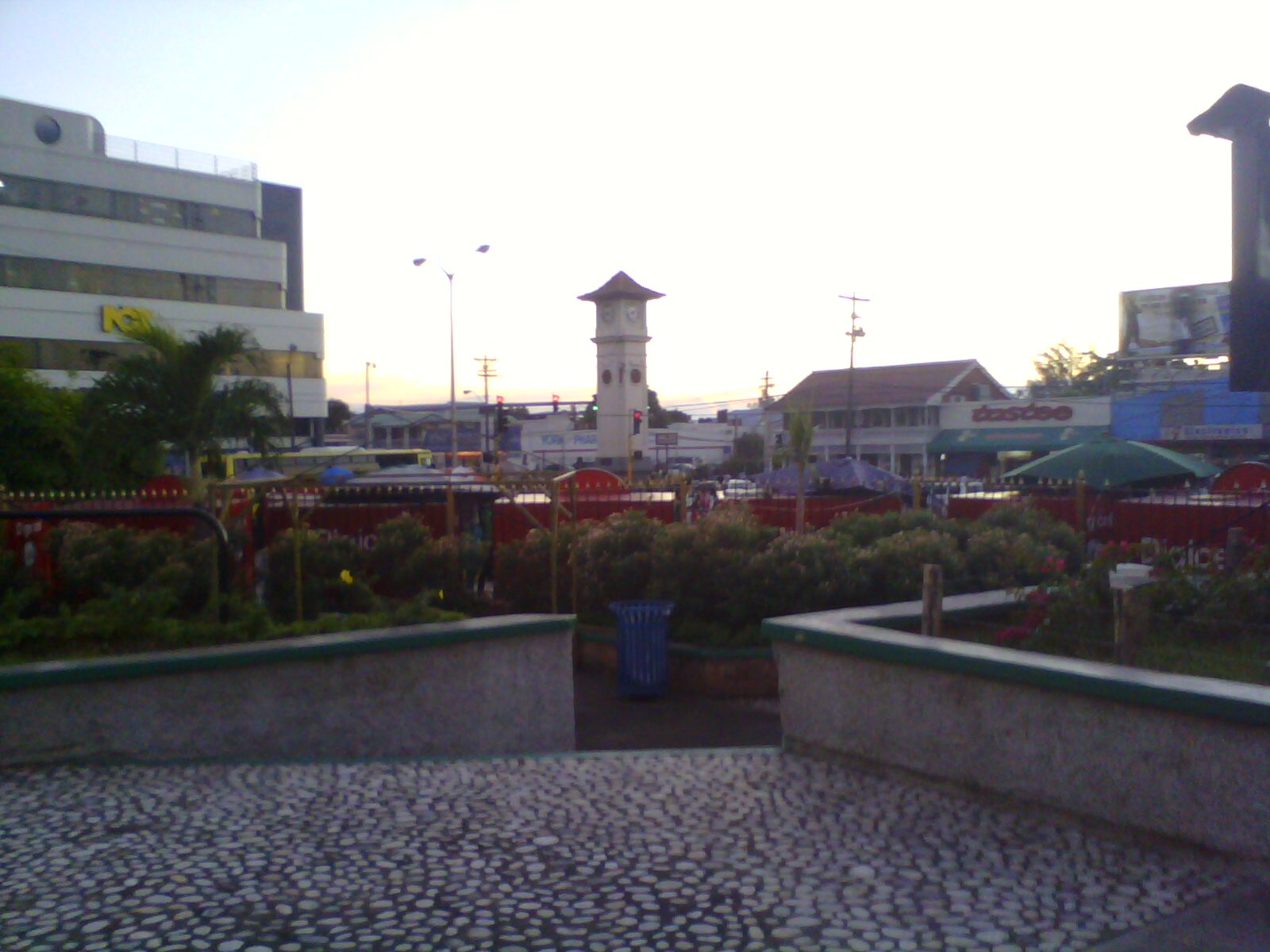
Stadsdelen Half Way Tree i Kingston, Jamaica, med klocktornet med samma namn mitt i bilden.

Half Way Tree är en stadsdel i Kingston, Jamaica där det också finns ett klocktorn med samma namn. Damian Marley har döpt ett helt reggaealbum till Half Way Tree efter klocktornet. 
Halfway Tree står som en slags trafikdelare i en rondell. På ena sidan ligger gatan Hope Road, där bland andra Bob Marley bodde. Gatan leder till allt mer förslummade områden. På andra sidan finns gatan Three Mile, som leder "uptown" till medelklassens kvarter. Det finns en bild på Damian Marley där han står intill klocktornet och håller upp sitt reggaealbum. 